# Low Rocky Point
Low Rocky Point är en udde i Australien. Den ligger i delstaten Tasmanien, i den sydöstra delen av landet, omkring 150 kilometer väster om delstatshuvudstaden Hobart.